# Mike Shinoda
Michael Kenji „Mike” Shinoda (jap. 篠田 賢治, Shinoda Kenji; ur. 11 lutego 1977 w Agourze) – amerykański raper, wokalista i multiinstrumentalista działający w zespołach Linkin Park oraz Fort Minor.
W 2006 roku raper został sklasyfikowany na 72. miejscu listy 100 najlepszych wokalistów wszech czasów według Hit Parader.

## Życiorys i kariera

### Wczesne życie
Urodził się w Agourze, miasteczka w południowej Kalifornii jako syn Donny i Muto Shinody. Jego ojciec był pochodzenia japońskiego, podczas gdy matka miała korzenie niemieckie i angielskie. Jego dziadkowie od strony ojca wyemigrowali do USA. Ma brata Jasona.
Naukę gry na instrumentach rozpoczął w wieku 6 lat (1983) jako pianista. W wieku 13 lat z pianina przerzucił się na keyboard. Ponadto gra na gitarze, perkusji, a także zajmuje się malarstwem i rysunkiem. W młodości interesował się jazzem i bluesem, jednak prawdziwą inspiracją do zostania muzykiem był dla Shinody wspólny koncert Anthrax i Public Enemy, zwłaszcza przy wspólnie wykonanym utworze „Bring the Noise”. Wpływ na jego muzykę miały też takie zespoły lat 80. jak Depeche Mode, Deftones, Nine Inch Nails, The Roots, Run-D.M.C. i Eric B. & Rakim. W dziewiątej klasie Agoura High School Shinoda poznał gitarzystę Brada Delsona i zaczął pisać piosenki. Uczęszczał do Pasadena Art College Of Design. Poznał tam Josepha Hahna, jako że studiowali ten sam kierunek (ilustrowanie). Mike pomyślnie ukończył studia, lecz Joe zrezygnował, aby poświęcić się filmowi. Okładki pierwszej płyty Linkin Park, dema Xero (dawniejsze Linkin Park), Hybrid Theory EP są jego dziełem.
10 maja 2003 ożenił się z Anną, z którą ma troje dzieci. Pierwsze dziecko pary, syn o imieniu Otis, urodziło się w 2009 roku. Mike i jego żona zachowują prywatność swojego życia rodzinnego. Shinoda na stałe mieszka w Los Angeles. Razem z firmą Sparkart (należy do niej również Joseph Hahn) pracuje nad oficjalną stroną zespołu, okładkami, gadżetami oraz nad stroną graficzną zespołu.

### Linkin Park
Mike Shinoda wraz z Bradem Delsonem i Robem Bourdonem założył Linkin Park w 1996 roku. Następnie sprowadzili Joe Hahna, basistę Dave’a Farrella i wokalistę Marka Wakefielda. Najwcześniejsza forma zespołu nosiła nazwę Xero. Zespół miał ograniczone zasoby i pierwotnie nagrywał muzykę w sypialni Shinody w 1996 roku, co zaowocowało czterościeżkową taśmą demo, zatytułowaną Xero. Gdy zespół nie był w stanie znaleźć kontraktu płytowego, Wakefield i Farrell opuścili zespół, aby zająć się innymi muzycznymi zainteresowaniami – chociaż odejście Dave Farrella okazało się tymczasowe. Zespół później związał się z Chesterem Benningtonem i z powodzeniem podpisał kontrakt z wytwórnią Warner Bros Records. Pierwszy studyjny album Linkin Park, Hybrid Theory, stał się przełomowym sukcesem i pomógł zespołowi osiągnąć międzynarodowy sukces.  
Shinoda niemal od początku istnienia zespołu jest mocno zaangażowany w techniczne aspekty nagrań, a wraz z kolejnymi wydawnictwami ta rola wciąż się zwiększała. Shinoda wraz z gitarzystą Bradem Delsonem zaprojektował i wyprodukował minialbum Hybrid Theory EP i odegrał podobne role w nagraniu Hybrid Theory. Shinoda nadzorował pierwszy album z remiksami zespołu o tytule Reanimation w 2002 roku, a także współpracował z grafikiem Frankiem Maddocksem i kolegą z zespołu, Joe Hahnem, aby przygotować grafiki do tego albumu. Mike współpracował również z Flem, Deltą, Jamesem R. Minchinem III, Nickiem Spanosem i Joe Hahnem przy okładce drugiego albumu studyjnego zespołu Meteora. Mike współprodukował także ten album, co było jego pierwszym poważnym doświadczeniem producenckim.  
Linkin Park wydał swój kolejny album, Minutes to Midnight, 14 maja 2007 roku. Na tym albumie Shinoda współdzielił funkcję producenta z Rickiem Rubinem. Na tym albumie po raz pierwszy Shinoda, najbardziej znany ze swojego rapu, zaśpiewał jako główny wokal.
Shinoda i Rubin ponownie wymieniali się doświadczeniami producenckimi podczas produkcji czwartego albumu Linkin Park, A Thousand Suns, który został wydany 14 września 2010 roku. Współpraca producencka tej dwójki miała miejsce również przy albumie Living Things, który ukazał się 26 czerwca 2012 roku.  
W 2014 roku Shinoda współpracował z Bradem Delsonem przy produkcji szóstego studyjnego albumu zespołu, The Hunting Party, który ukazał się 17 czerwca 2014 roku. Album jest pierwszym, na którym pojawiają się artyści tacy jak Page Hamilton z zespołu Helmet, Rakim, Daron Malakian czy Toma Morello. Pierwszy singiel z albumu, „Guilty All the Same”, jest pierwszym utworem zespołu (nie licząc remiksów), w którym zamiast Shinody rapuje ktoś inny.  
W 2017 roku Shinoda ponownie współpracował z Delsonem przy produkcji albumu One More Light. Album jest pierwszym, na którym pojawiają się inni autorzy piosenek, a nie tylko sam zespół.

### Fort Minor
W 2004 roku Shinoda utworzył poboczny projekt o nazwie Fort Minor. Shinoda zaczął nagrywać piosenki do tego pobocznego projektu po wydaniu Collision Course w listopadzie 2004. Debiutancki album zatytułowany The Rising Tied ukazał się w listopadzie 2005. Jay-Z, który wcześniej współpracował z Linkin Park przy albumie Collision Course z 2004 roku był również producentem wykonawczym albumu.  
W listopadzie 2006 roku Shinoda stwierdził, że Fort Minor zostanie zawieszony na czas nieokreślony z powodu jego głównego skupienia wokół działalności Linkin Park. 21 czerwca 2015 roku Shinoda oficjalnie potwierdził powrót Fort Minor poprzez wydanie nowego singla o tytule „Welcome”.  

### Kariera solowa
W styczniu 2018 roku wydał mini album Post Traumatic EP, w którym były zawarte 3 utwory opisujące jego wewnętrzne odczucia po śmierci przyjaciela z zespołu Chestera Benningtona, który popełnił samobójstwo 20 lipca 2017 roku. 8 marca 2018 Shinoda ogłosił za pośrednictwem mediów społecznościowych, że pracuje nad nowym solowym albumem. Finalnie album Post Traumatic ukazał się 15 czerwca 2018 roku. 30 października 2019 r. Shinoda ogłosił, że wyda nowy singiel o tytule „Fine”, który ukaże się 1 listopada 2019 roku.  
W marcu 2020 r. Shinoda zaczął udostępniać nowe treści muzyczne, streamując w serwisie Twitch ze swojego domowego studia. Nazwał te utwory CoronaJams. Shinoda wydał później te utwory na trzech oddzielnych albumach, począwszy od lipca: Dropped Frames, Vol. 1, Dropped Frames, Vol. 2 i Dropped Frames, Vol. 3.
19 lutego 2021 Shinoda wydał singiel zatytułowany „Happy Endings”. W piosence gościnnie udzielili się Iann Dior i Upsahl. Shinoda zremiksował także piosenkę zespołu Deftones o tytule "Passenger", za którą otrzymał nagrodę Grammy na  gali Grammy Awards 2022 w kategorii Grammy Award za najlepsze zremiksowane nagranie.

## Dyskografia

### Albumy solowe
- 2018: Post Traumatic

### Remiksy
- 2004: Depeche Mode – Enjoy the Silence (Mike Shinoda Reinterpreted)
- 2007: Linkin Park – What I’ve Done (Distorted Remix)
- 2008: Linkin Park – Leave Out All the Rest (Mike Shinoda Remix)
- 2008: Linkin Park – L.O.A.T.R. (Mike Shinoda Remix)
- 2009: Metric – Gold Guns Girls (Mike Shinoda Remix)
- 2009: Julien-K – Death to Analog (Mike Shinoda Remix)
- 2013: Linkin Park – Castle of Glass (Mike Shinoda Remix)